# Přestavlky (ort i Tjeckien, Olomouc)
Přestavlky är en ort i Tjeckien.   Den ligger i regionen Olomouc, i den östra delen av landet, 230 km öster om huvudstaden Prag. Přestavlky ligger 269 meter över havet och antalet invånare är 242.
Terrängen runt Přestavlky är huvudsakligen platt. Přestavlky ligger uppe på en höjd. Runt Přestavlky är det ganska tätbefolkat, med 222 invånare per kvadratkilometer. Närmaste större samhälle är Přerov, 7,5 km norr om Přestavlky. Trakten runt Přestavlky består till största delen av jordbruksmark.